# Endasys taiganus
Endasys taiganus là một loài tò vò trong họ Ichneumonidae.